# Hypodoxa perplexa
Hypodoxa perplexa là một loài bướm đêm trong họ Geometridae.